# Carsina
Carsina là một chi bướm đêm thuộc họ Erebidae.